# Ursus (Unternehmen)

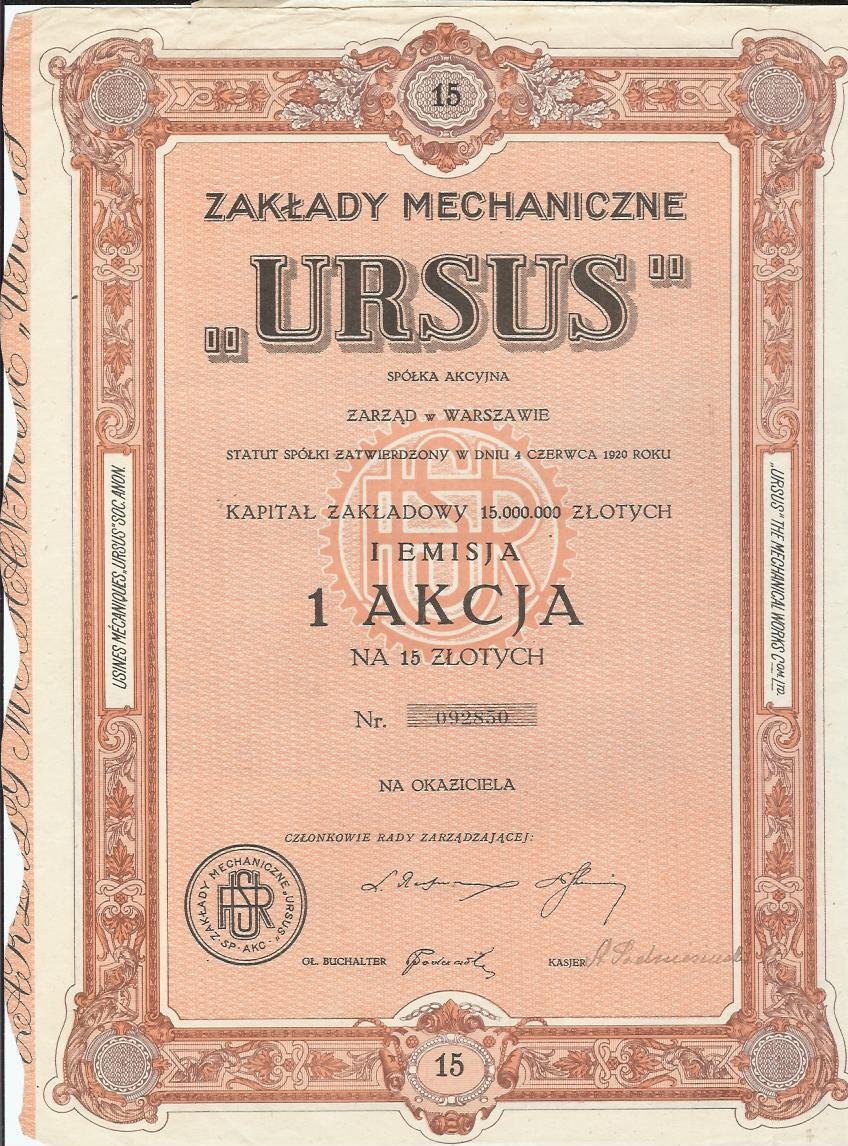
Historische Ursus-Aktie

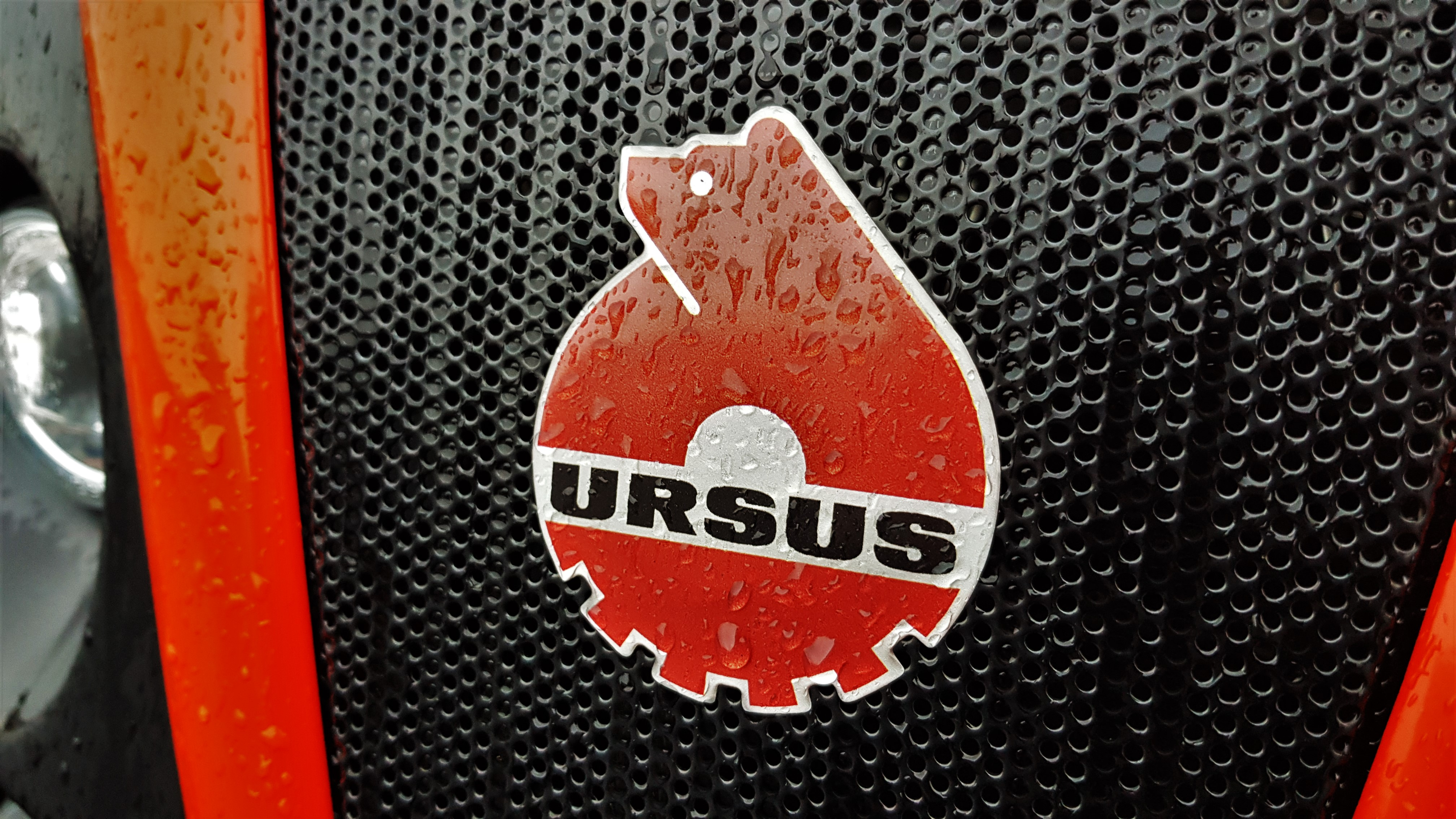
Ursus-Emblem auf dem Kühlergrill

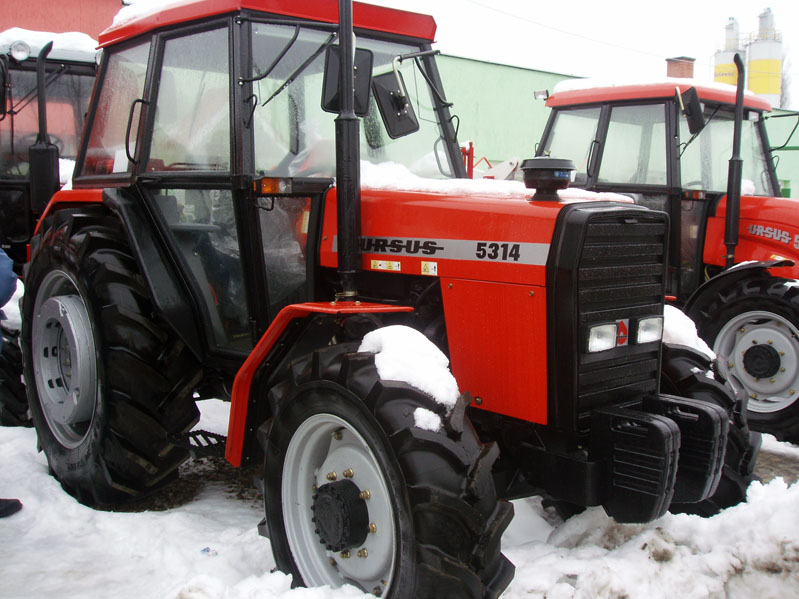
Ursus 5314

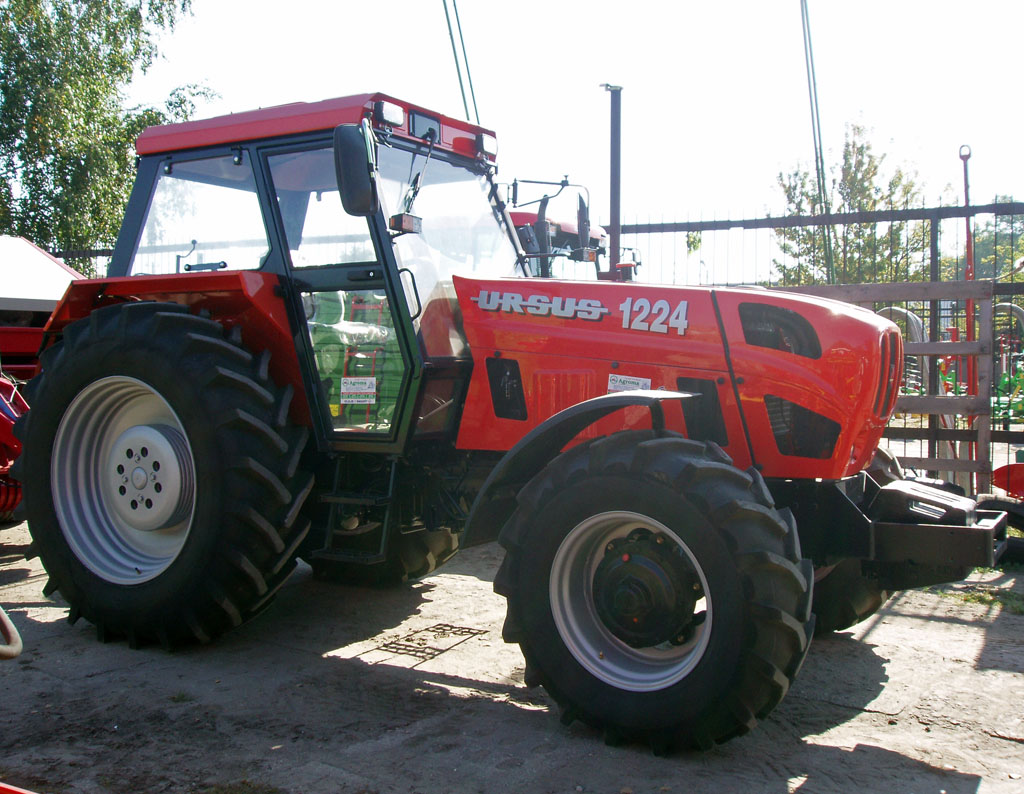
Ursus 1224

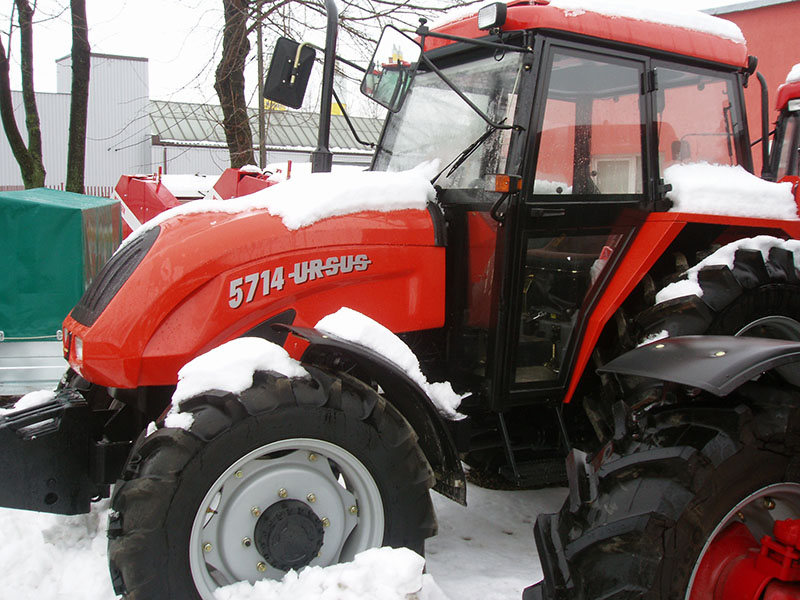
Ursus 5714

Ursus ist der Name eines traditionsreichen polnischen Unternehmens aus Warschau, das vor allem Landmaschinen und Traktoren herstellte. Die ab 2011 unter dem Namen verkauften Traktoren und Omnibusse wurden von Pol-Mot produziert.

## Geschichte
1893 wurde das Unternehmen von den Ingenieuren Kazimierz Matecki, Ludwik Rossman und Kazimierz Schonfeld sowie den Unternehmern Ludwik Fijałkowski, Aleksander Radzikowski, Stanisław Rostocki und Karol Strassburger im gleichnamigen Warschauer Stadtteil Ursus gegründet. Die industrielle Teilhabergesellschaft mit eigener Spezialarmaturenfabrik, deren Startkapital aus der Mitgift der Töchter der Gründer bestand, produzierte zunächst hauptsächlich Armaturen für die Zuckerindustrie. Hinzu kamen kurz darauf weitere Armaturen für andere Lebensmittelindustrien und die Wasserwirtschaft.
1902 wurde die Produktion im unternehmenseigenen Werk wesentlich vergrößert und man begann mit dem Bau von Verbrennungsmotoren. Auch erhielt das Unternehmen seinen bis 2010 genutzten Firmennamen Ursus, der auf Ursus zurückgeht, einen bärenstarken Menschen aus dem preisgekrönten Roman Quo Vadis von Henryk Sienkiewicz. Nach dem Ende des Polnisch-Sowjetischen Krieges wandelte sich das Unternehmen des Weiteren zum Nutzfahrzeughersteller und produzierte neben Lastkraftwagen, Omnibussen und Zugmaschinen auch Motorräder und Panzerfahrzeuge. Die Serienproduktion eines eigenen Schleppers begann 1922, nachdem bereits 1918 der erste Prototyp entstanden war, die Fertigung aufgrund der Kriegshandlungen jedoch warten musste. In Folge einer Überproduktion geriet Ursus jedoch 1930 in finanzielle Schieflage und wurde kurz darauf verstaatlicht sowie der Rüstungsholding PZInż angegliedert.
Die im Zweiten Weltkrieg größtenteils zerstörten Produktionsstätten wurden nach 1945 vollständig wieder aufgebaut; der Schwerpunkt lag nun auf dem Bau von Traktoren. Doch erst am 1. Mai 1947 konnte der erste Traktor, ein Ursus C-45 als Nachbau des Lanz Bulldog D 9506, das Werk verlassen. Bis zum Ende der Produktion 1959 soll Ursus 60.000 Stück dieses Typs in verschiedenen Varianten hergestellt haben. 1962 führte ein Regierungsabkommen mit der Tschechoslowakei zu einer dauerhaften Kooperation mit dem tschechoslowakischen Traktorhersteller Zetor. Dazu wurde eine gemeinsame Forschungs- und Entwicklungsanstalt in Brünn errichtet. 1974 folgte ein Lizenzvertrag mit Massey Ferguson, später ein weiterer mit Perkins.
Nach dem Systemwechsel in Polen 1989 verblieb Ursus zunächst in staatlichem Besitz. 1998 wurde es samt seinen Tochtergesellschaften streckenweise umstrukturiert, eine langfristige Anpassung an die neuen Bedingungen auf dem internationalen Markt gelang jedoch nicht. Aufgrund eines starken Auftragsrückgangs wurde das mittlerweile als Aktiengesellschaft geführte Unternehmen 2003 schließlich insolvent. Im Zuge der durchgeführten Rettungsmaßnahmen kaufte 2007 die türkische Holdinggesellschaft Uzel Mehrheitsanteile an Ursus und führte das Unternehmen trotz des eingeleiteten Insolvenzverfahrens gemeinsam mit der polnischen Industriegruppe Bumar bis 2010 fort.
2011 übernahm die polnische Unternehmensgruppe Pol-Mot einen Anteil von 45,46 % an Ursus. Das eigentliche Unternehmen firmierte daraufhin bis zu seiner vollständigen Auflösung unter dem Firmennamen LZM2 als Kapitalgesellschaft. Der schließliche Verkauf der Gesamtanteile am Unternehmen und dem Markennamen kostete Pol-Mot  umgerechnet 3,5 Millionen Euro. Zum Jahresende 2011 wurde das Werk in Warschau geschlossen. Pol-Mot vertrieb seitdem seine in Dobre Miasto und Opalenica hergestellten Traktoren nur noch unter der Marke Ursus weiter. Neben der Produktion neuer Modelle wurden auch ältere Modellreihen fortgeführt, darüber hinaus wurde 2014 der Vertrieb von Europa und Asien auf Afrika erweitert.
Seit 2015 werden unter dem Markennamen Ursus auch Omnibusse hergestellt und vertrieben. Die in Lublin ansässige Ursus Bus hat sich auf die Entwicklung von Batteriebussen und Oberleitungsbussen spezialisiert, womit es eine direkte Konkurrenz zum polnischen Wettbewerber Solaris darstellt.
2020 übernahm der niederländische Landmaschinenanbieter Trioliet das von Pol-Mot in Opalenica betriebene Werk, in dem zuvor bereits Bauteile für diesen produziert wurden. Im gleichen Jahr wurde ein Insolvenzverfahren eröffnet, das den Betrieb von Ursus und die dazugehörigen Traktorbetriebsstätten umfasste; Ursus Bus und das Vertriebsunternehmen Ursus Dystrybucja waren davon nicht betroffen. 2021 wurde der Sanierungsplan zurückgewiesen und das Unternehmen für zahlungsunfähig erklärt. 2022 meldete auch die Muttergesellschaft Pol-Mot Insolvenz an.

## Frühere Firmennamen
- Przemysłowe Towarzystwo Udziałowe
- Towarzystwo Udziałowe Specyalnej Fabryki Armatur i Motorów[13]
- Fabryka Silników i Traktorów „Ursus“ S.A.
- Zakłady Mechaniczne „Ursus“ S.A.
- Zrzeszenie Przemysłu Ciągnikowego „Ursus“ Sp. z o.o.
- Zakłady Przemysłu Ciągnikowego „Ursus“ S.A.
- LZM2 Sp. z o.o.

## Modelle

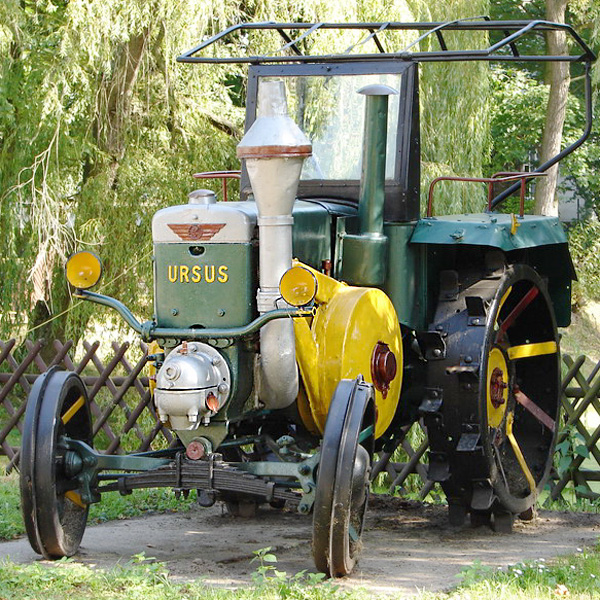
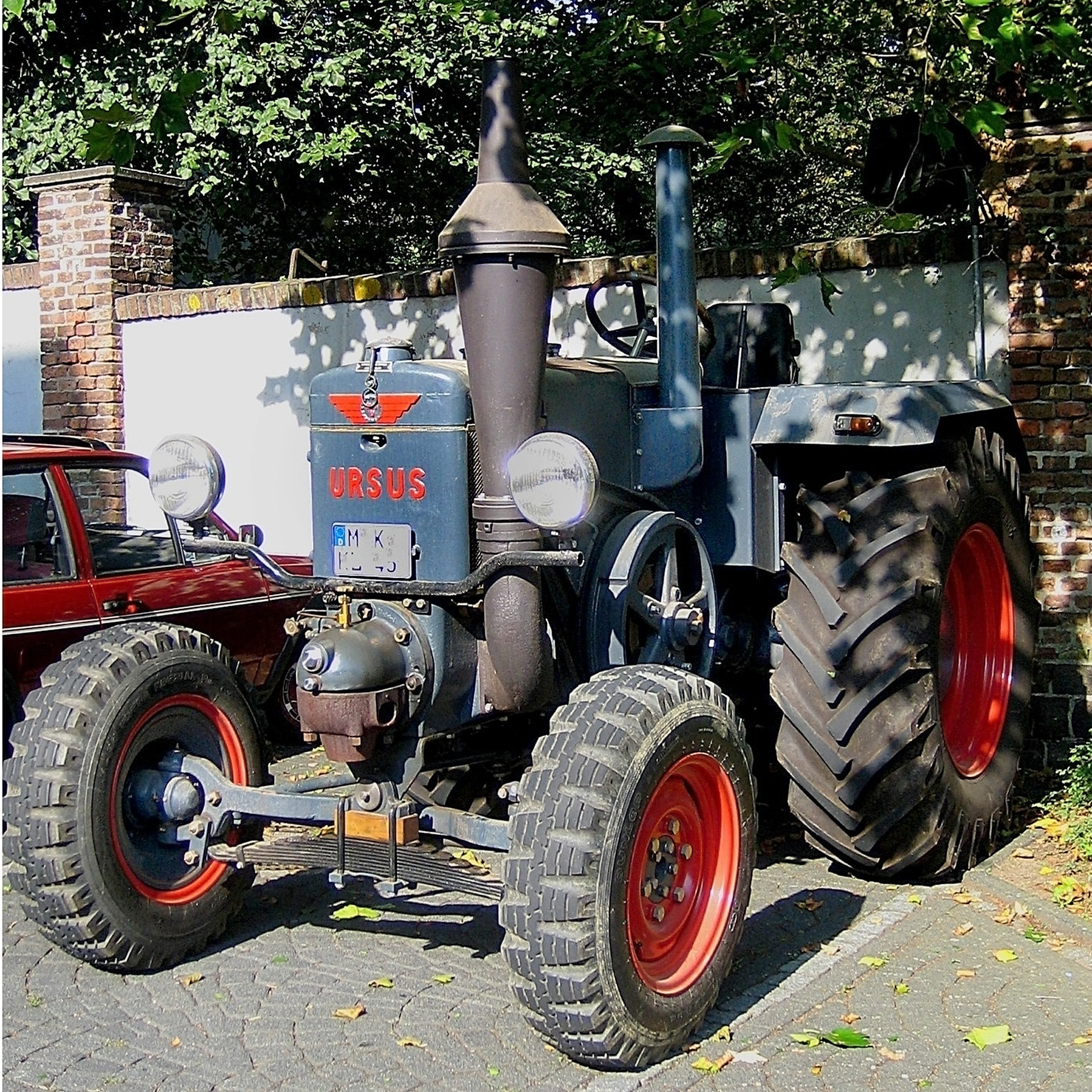
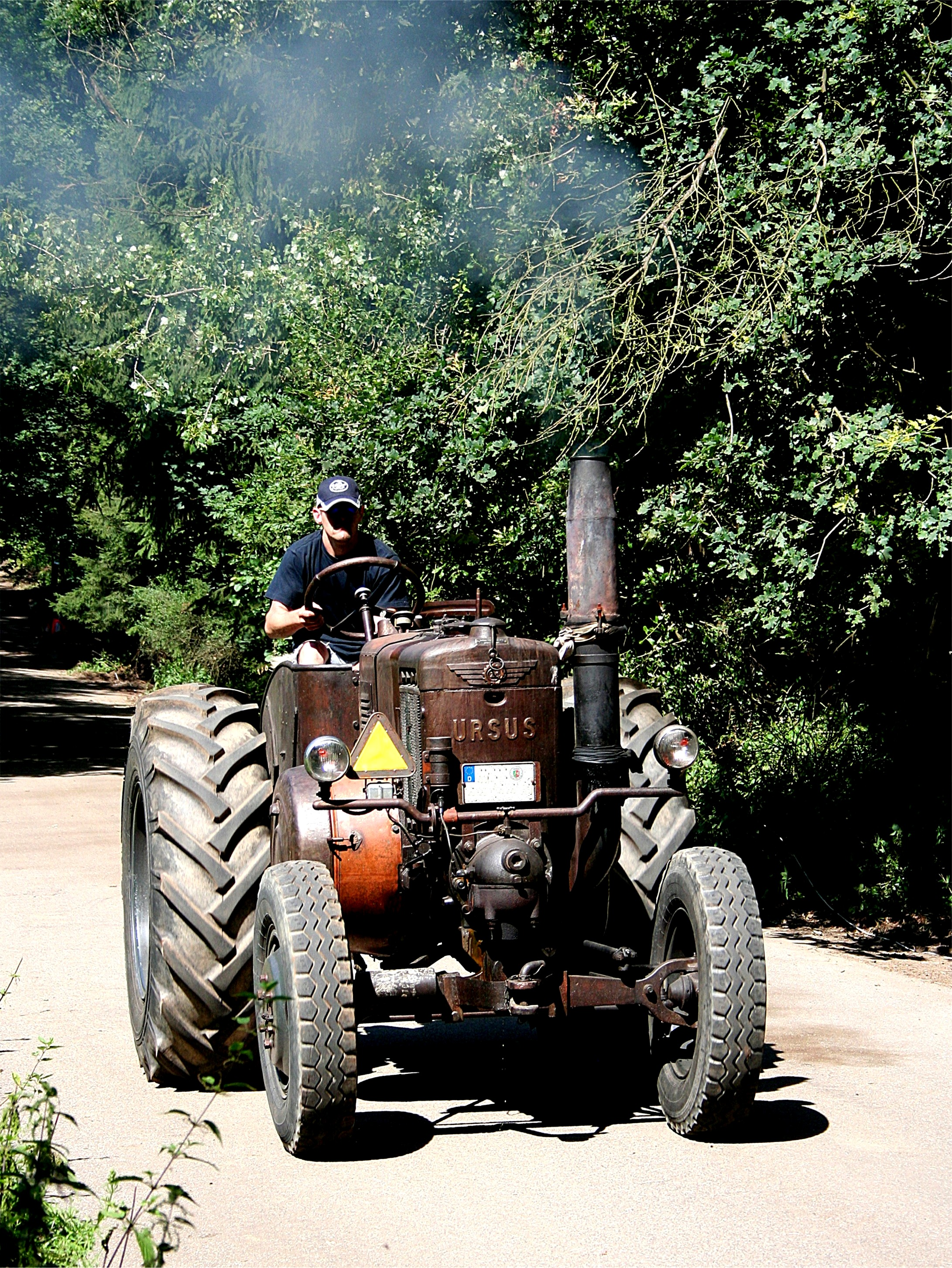
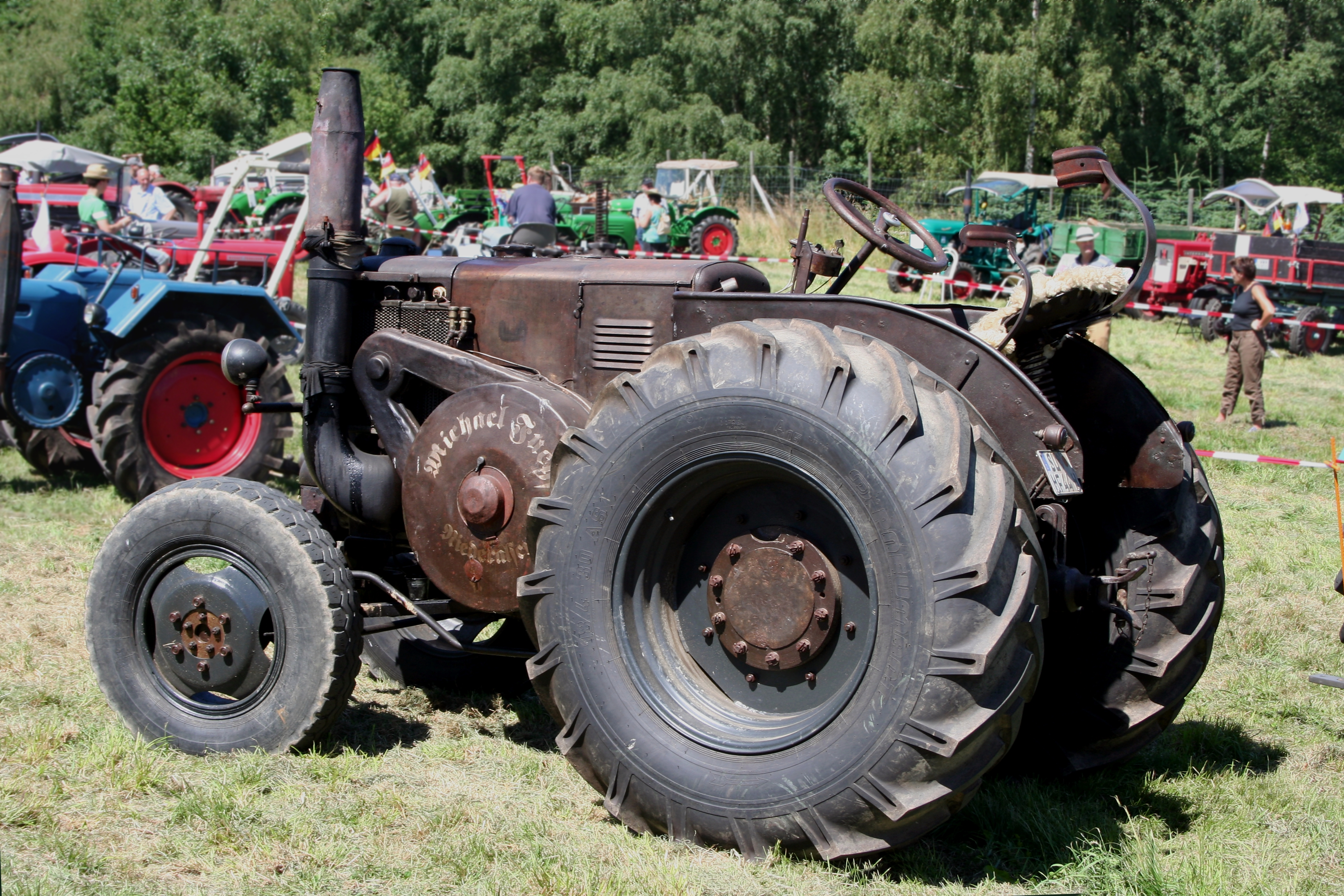
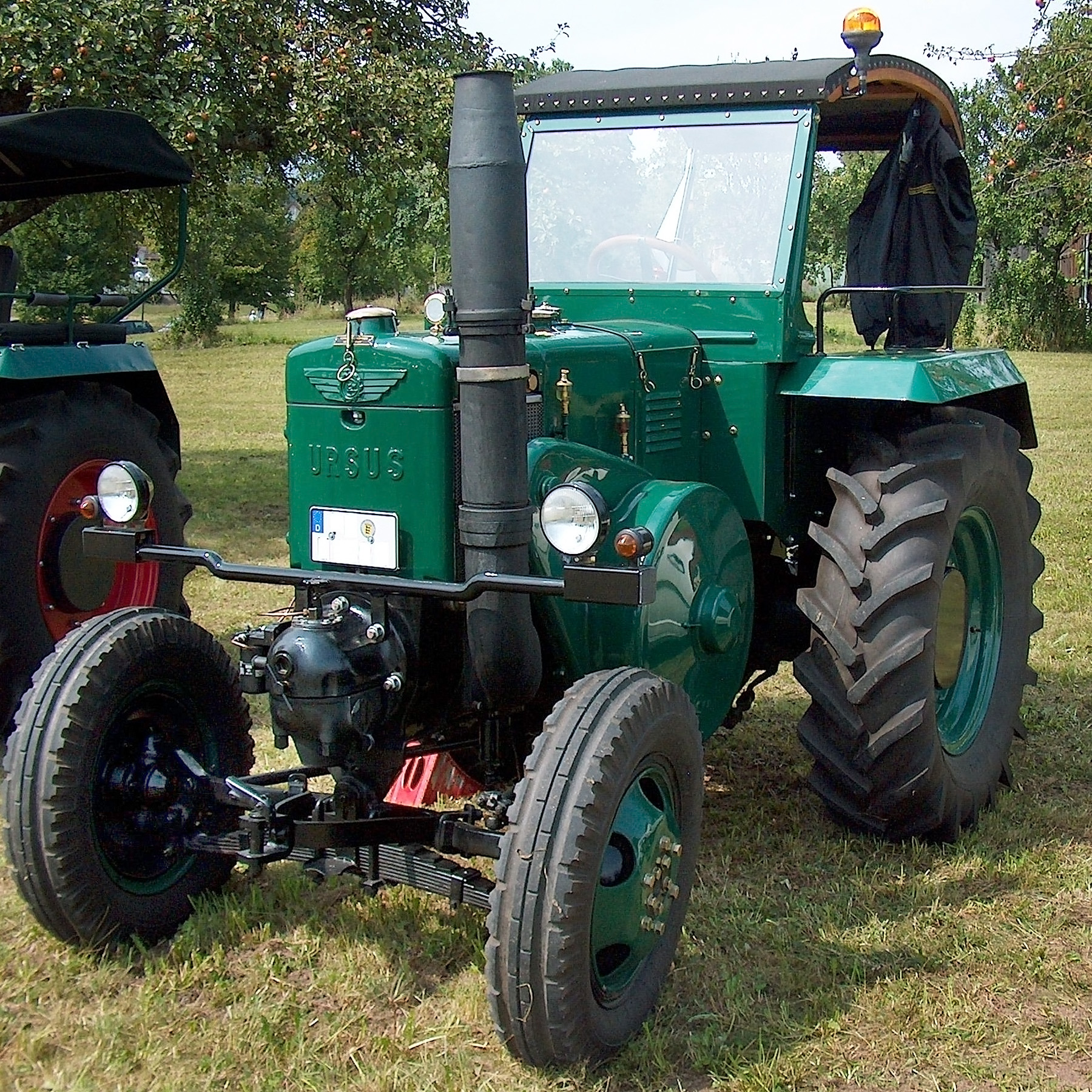
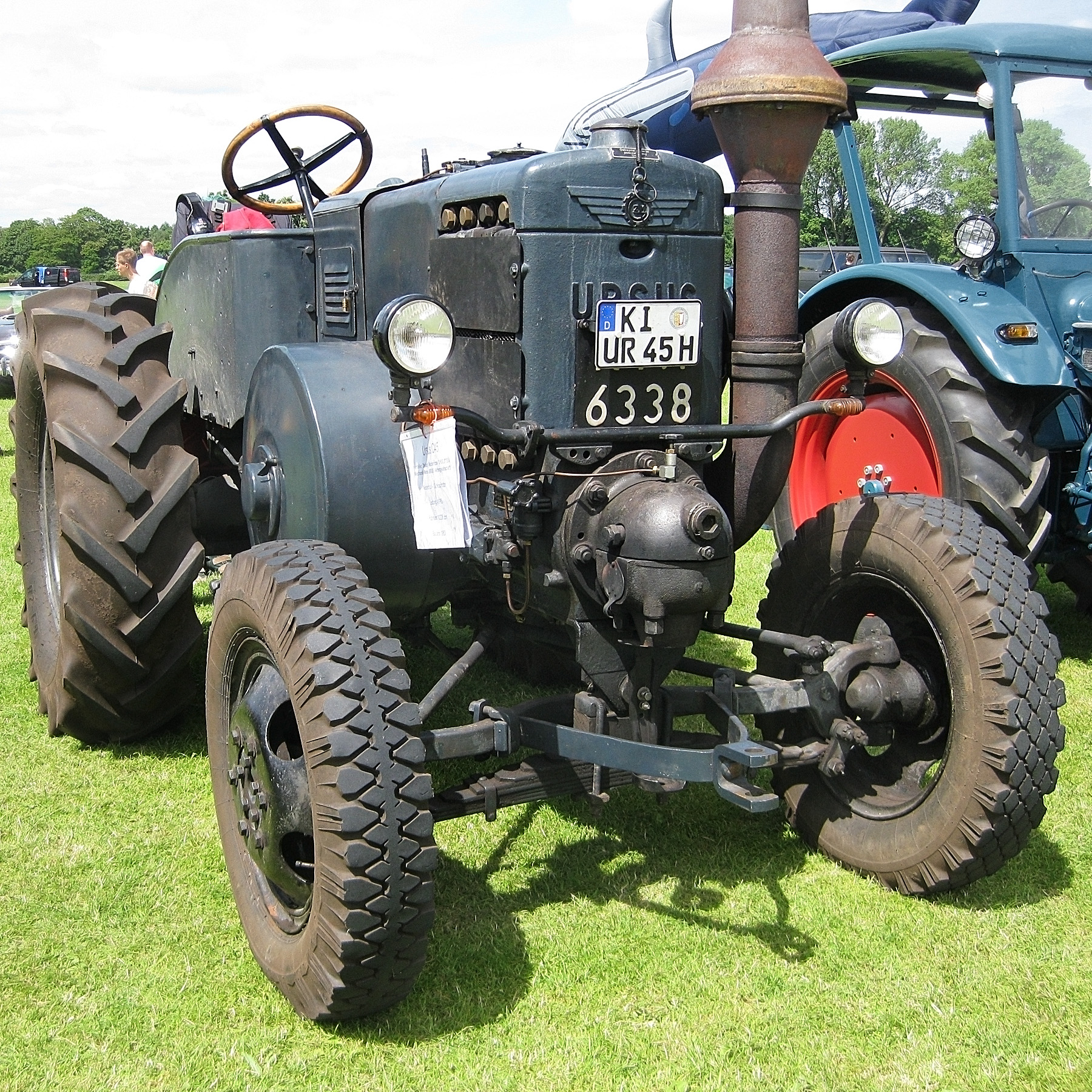
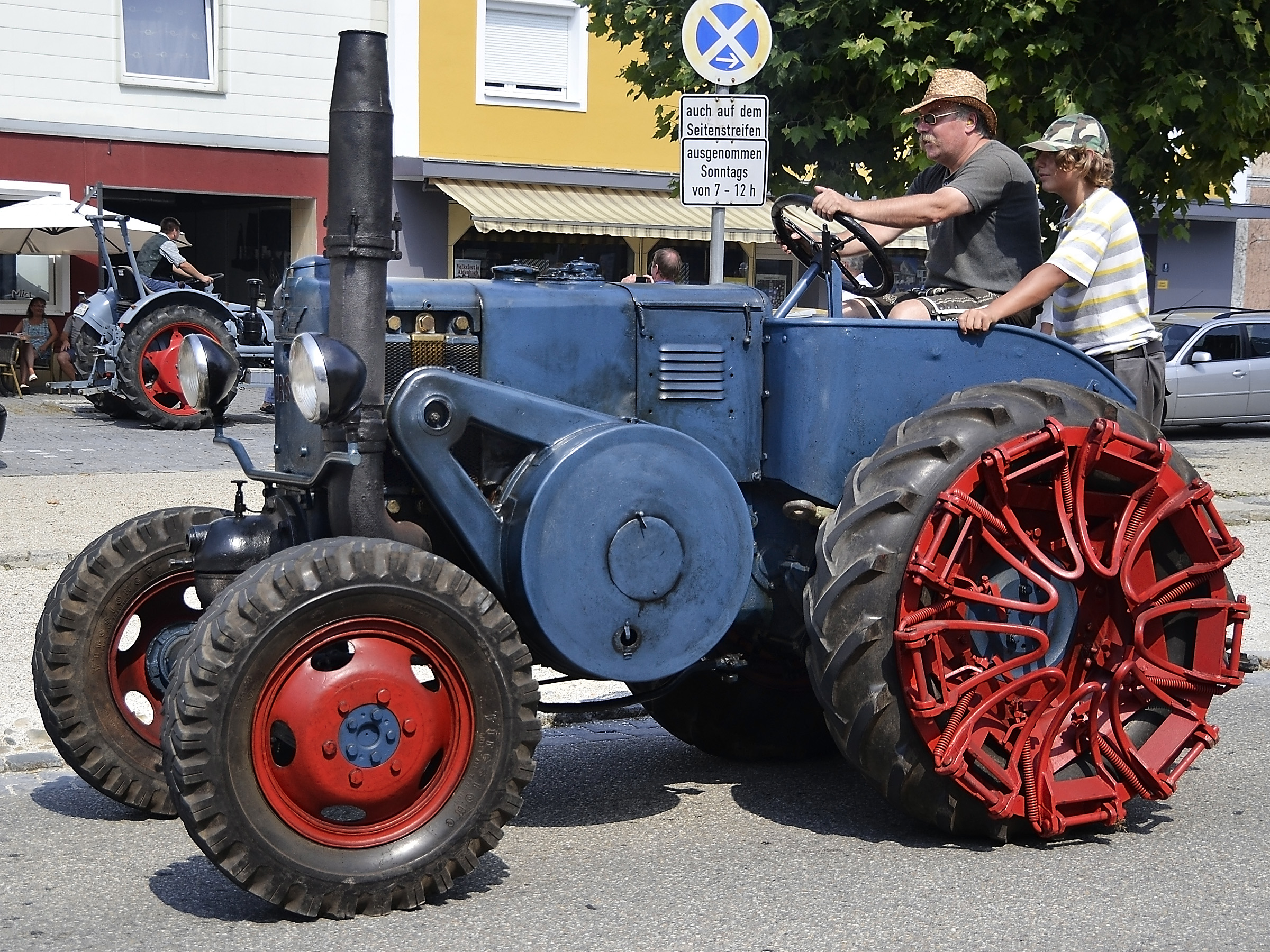
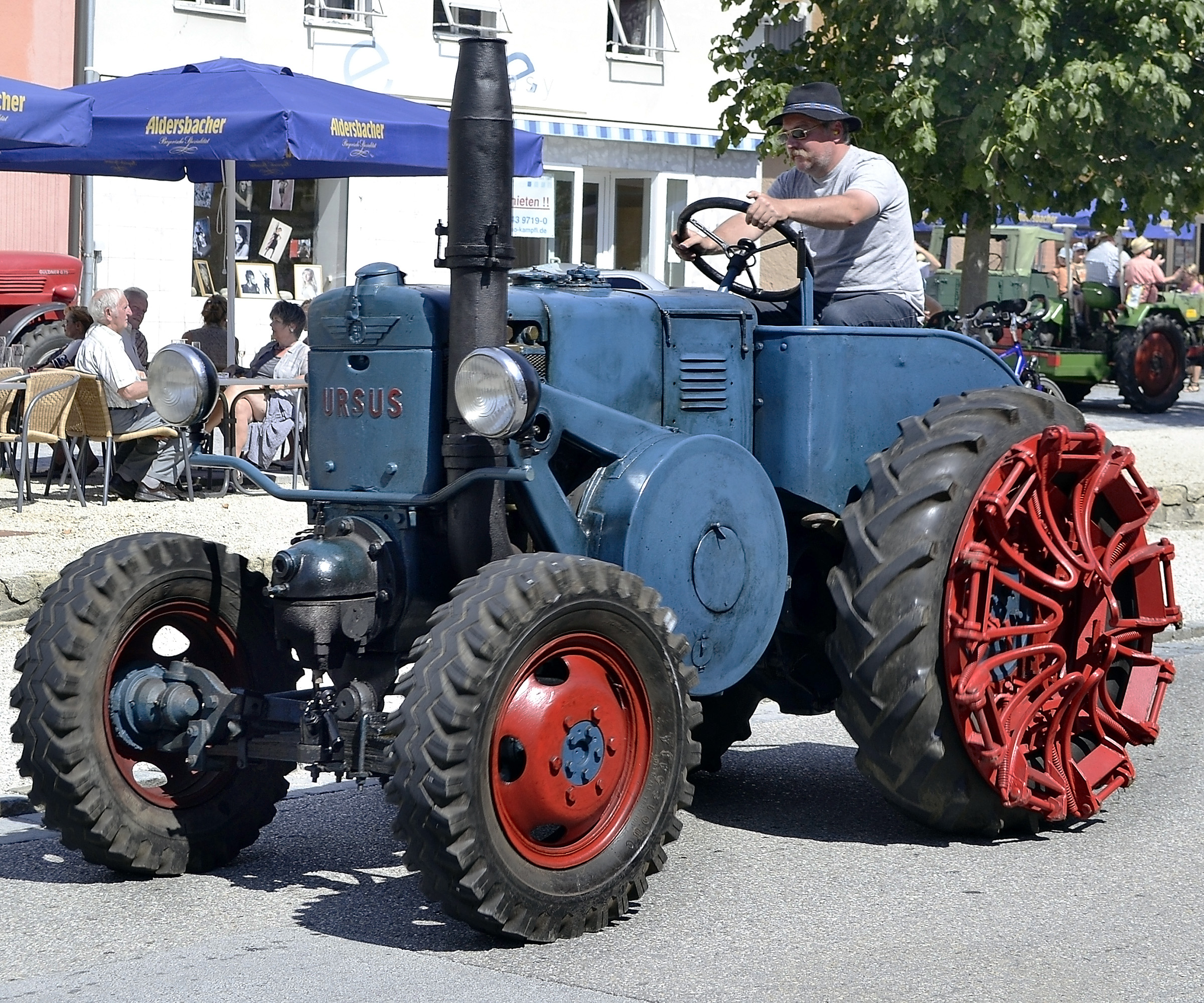
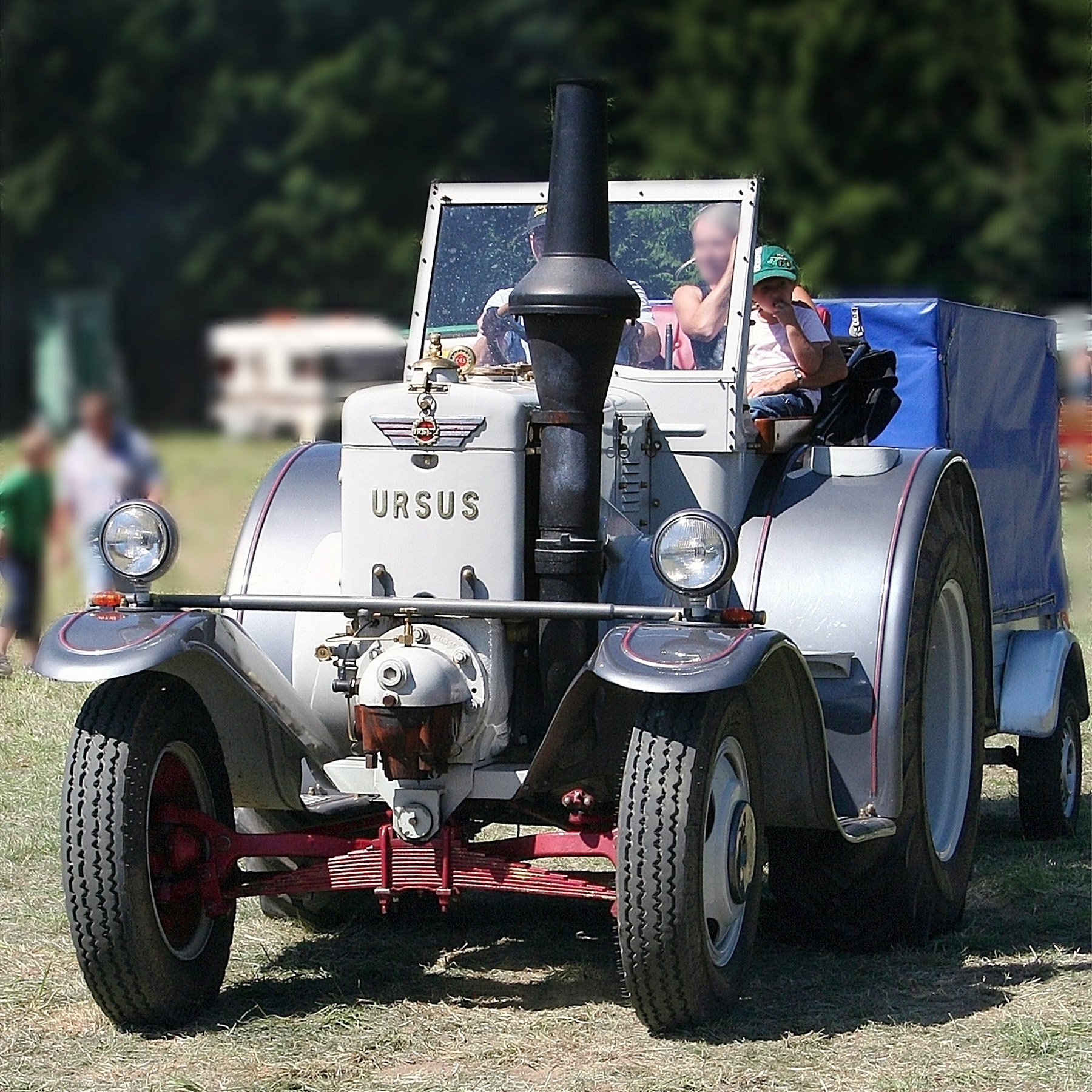
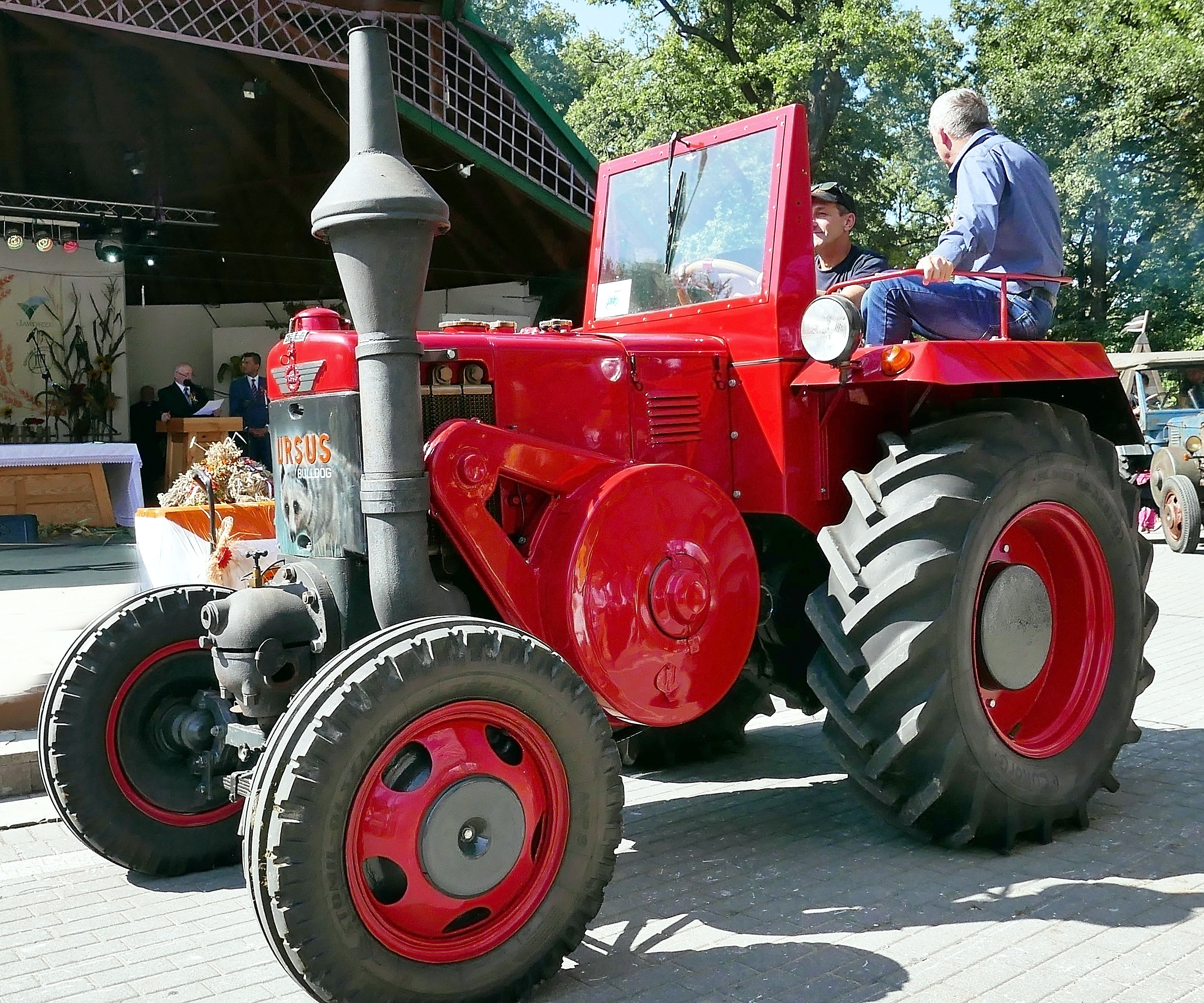

- Ursus 1921/1922 poln. Ciągówka
- Ursus C-45
- Ursus C-308
- Ursus C-325
- Ursus C-328
- Ursus C-330
- Ursus C-330M
- Ursus C-335
- Ursus C-350 (50 PS)
- Ursus C-355
- Ursus C-360 (58 PS)
- Ursus C-360-3P
- Ursus C-362
- Ursus C-380 (75 PS)
- Ursus C-382M (82 PS)
- Ursus C-385 (76 PS)
- Ursus C-385A (76 PS)
- Ursus C-392 (92 PS)
- Ursus C-3102 (102 PS)
- Ursus H-8014 (82 PS)
- Ursus H-9014 (92 PS)
- Ursus H-10014 (102 PS)
- Ursus U-15014 (150 PS)
- Ursus 902
- Ursus 904
- Ursus 1002
- Ursus 1004
- Ursus 11054 (110 PS)
- Ursus 1212
- Ursus 1214
- Ursus 1224
- Ursus 1604
- Ursus 1614
- Ursus 1634
- Ursus 1934
- Ursus 3110
- Ursus 4011
- Ursus 5312 (72 PS)
- Ursus 5314 (72 PS)
- Ursus 5014A (50 PS)
- Ursus 8014A (80 PS)

In Lizenz hergestellte Modelle
- MF 235 (Ursus 2812)
- MF 255 (Ursus 3512)
- Ursus 4512/4514
- Ursus 5312/5314
- Ursus 5714
- Ursus 6012/6014
- Ursus 4022/4024
- Ursus 5024
- Ursus 6024
- Ursus 7524

Ursus C-45 (1947–1959)
Das bekannteste Produkt des Unternehmens ist der Ursus C-45, ein zwischen 1947 und 1959 hergestellter Nachbau des Lanz Bulldog D 9506. Er entsprach in nahezu allen Einzelheiten dem Original: Einzylinder-Glühkopfmotor, Hubraum 10.338 cm³, 33 kW (45 PS), Eigengewicht: 3.750 kg, Schaltgetriebe mit 6 Vorwärts- und 2 Rückwärtsgängen, Geschwindigkeit ca. 3 bis 16 km/h. Von dem Modell Ursus C-45 wurden über 60.000 Stück gefertigt.